# IRAK2
IRAK2 (англ. interleukin-1 receptor-associated kinase 2) — цитозольная киназа, одна из четырёх сигнальных молекул, относящихся к группе IRAK. Участвует в передаче сигнала от рецептора интерлейкина-1 (тип I) и некоторых толл-подобных рецепторов. Открыта в 1997 году по гомологии с IRAK1.

## Структура и функции
Белок IRAK2 состоит из 590 аминокислот, молекулярная масса — 65 кДа. Взаимодействует с адаптерным белком MyD88 и TRAF6, а также с другим адаптерным белком TIRAP. Таким образом, участвует в сигнальном каскаде активации фактора транскрипции NFkB.